# Thomas Bruhn
Thomas Bruhn (* 18. Juni 1981 in Thisted) ist ein dänischer Handballspieler. Der Linkshänder spielt auf der rechten Außenposition.
Bruhn begann im Alter von sechs Jahren bei seinem Heimatverein TIK Thisted. Als Aktiver wechselte er mehrfach den Verein und kam 2007 zum dänischen Erstligisten FCK Håndbold. Nach einem Jahr wechselte er zu Mors-Thy Håndbold. Dort blieb er nur eine Spielzeit und ging danach zum Zweitligisten AG Håndbold. Auf Vermittlung von Jesper Nielsen, dem dänischen Sponsor der Rhein-Neckar Löwen, kam der für den Kooperationspartner der Badener, AG Håndbold, spielende Bruhn im November 2009 nach Mannheim in die Handball-Bundesliga. Dort hatte er einen Vertrag bis Juni 2010. Anschließend kehrte er wieder zu seinem alten Verein zurück, der sich in der Zwischenzeit in AG København umbenannte. Nachdem er mit Kopenhagen 2011 die Meisterschaft gewonnen hatte, wechselte er zu Mors-Thy Håndbold. Im Mai 2013 beendete er seine Karriere, wurde aber im Januar 2014 von Skjern Håndbold reaktiviert und als Ersatz für den verletzten Jesper Dahl verpflichtet.